# Марек Белька
Марек Маріан Белька (пол. Marek Marian Belka, нар. 9 січня 1952, Лодзь, ПНР) — польський економіст, професор, політик і державний діяч. Двічі віце-прем’єр і міністр фінансів (1997, 2001-2002), з травня 2004 до жовтня 2005 року прем’єр-міністр Польщі.

## Біографія

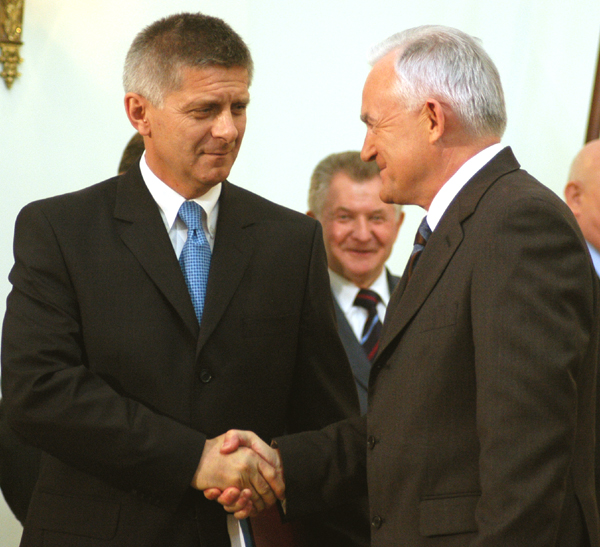
Марек Белька і Лешек Міллер, Лонгін Пастусяк на задньому плані

### Освіта
Здобув освіту в університеті міста Лодзь, який закінчив у 1972 році, пізніше продовжив навчання в Колумбійському університеті, Чиказькому університеті і Лондонської вищій школі економіки. У часи Польської Народної Республіки діяч Об'єднання польських студентів, Союзу соціалістичної польської молоді і секретар вузівського комітету ПОРП в Лодзькому університеті. Професор.

### Кар'єра
Радник і консультант міністерства фінансів, а згодом Міністерства майнових змін та Центральному управлінні планування Польщі в 1990-1996 роках.
В 1996 році став консультантом Світового банку. Був віце-президентом Ради суспільно-економічної стратегії при Раді Міністрів, а згодом економічним радником президента Олександра Кваснєвського.
З 1986 року пов’язаний з Інститутом економічних наук Польської Академії Наук. В 1993-1997 роках виконував обов’язки директора інституту. Співпрацював також із приватними вузами, в тому числі Вищою гуманістично-економічною школою в Лодзі.
Опублікував більш ніж 100 наукових праць, присвячених передусім теорії грошової одиниці та антиінфляційній політиці в країнах, що розвиваються. Спеціалізується у сфері прикладної економіки та сучасної економічної думки. Є членом Комітету економічних наук ПАН.

### Політична кар'єра
В лютому 1997 року був призначений віце-прем’єром та міністром фінансів в уряді Влодзімежа Цімошевича, заступивши на цій посаді Ґжеґожа Колодку. Перебував в уряді до жовтня 1997 року, коли пішов з посади у зв’язку з відставкою уряду після програних правлячою партією СЛД парламентських виборів.
Помічник прем'єр-міністра Албанії в 1997-2001 роках.
В жовтні 2001 року вдруге зайняв крісло віце-прем’єра і міністра фінансів, цього разу в уряді Лешека Міллера. Під час свого урядування запровадив податок від доходу на капітал, названий пізніше «податком Белькі». Також під час виборчої кампанії проголошував обмеження соціальних виплат, що спричинило закиди, мовляв це позначилося на слабшому результату коаліції СЛД-УП в парламентських перегонах. Відійшов з посади 6 липня 2002 року.
Радник-консультант в східноєвропейському відділенні JP Morgan в 2002-2003. Відповідальний співробітник тимчасової адміністрації Іраку в 2003-2004.

### Голова Ради Міністрів
Прем'єр-міністр Польщі в 2004-2005. Кандидатура Марека Бельки зустріла запеклий опір у Сеймі через проєвропейську позицію політика, і коли президент Олександр Кваснєвський в перший раз доручив йому формування уряду, парламент лише зі третьої спроби затвердив його на цій посаді.
У квітні 2004 року Марек Белька був оголошений президентським кандидатом на наступника Лешека Міллера. 2 травня 2004 року Олександр Кваснєвський офіційно призначив його на посаду Голови Ради Міністрів та голови Комітету європейської інтеграції, допровадив до присяги його першого кабінету. Марек Белька виголосив прем’єрську промову 14 травня, але не отримав у Сеймі достатньо голосів для підтримки.
У так званому другому кроці, попри перенесення термінів, Сеймом не було запропоновано жодного кандидата. 11 червня 2004 року президент вдруге призначає своїм кандидатом Марека Белька. 24 червня Сейм затвердив його на цій посаді. 15 жовтня 2004 року Сейм надав вдруге вотум довіри його другому уряду з перевагою 234 голоси до 218. 25 квітня 2005 року внаслідок відставки міністра середовища Єжи Святоня Марек Белька перейняв його обов’язки. 6 травня 2005 року разом із кабінетом подав у відставку, після неприйняття Сеймом закону про скорочення каденції, але Олександр Кваснєвський не прийняв відставки. 1 вересня 2005 року Марек Белька почав виконувати також обов’язки міністра спорту після виокремлення цієї інституції зі складу Міністерства національної освіти.
Навесні 2005 року висловив готовність підтримати Демократичну партію та взяв участь у кількох її зустрічах. У серпні підтримав кандидатуру Генрики Бохняж у президентських виборах. У парламентських виборах безуспішно балотувався до Сейму за списком Демократичної партії в Лодзькому окрузі (під №1). Втім, ніколи не був членом цього угрупування.
19 жовтня на першому засіданні Сейму V скликання подав у відставку. Виконував обов’язки прем’єр-міністра до часу присяги нової Ради Міністрів 31 жовтня 2005 року.

### Діяльність в 2005-2010 роках
Виконавчий секретар Економічної комісії для Європи ООН в 2006-2008. У 2007 кандидатура Марека Бельки була запропонована польським урядом на посаду виконавчого секретаря МВФ, але не зустріла належної підтримки. Директор Європейського департаменту МВФ з 2008.

### Голова Національного банку Польщі
27 травня 2010 року тимчасовий виконувач обов’язки президента Польщі Броніслав Коморовський оголосив Марека Бельку кандидатом на посаду голови Національного банку Польщі (після катастрофи 10 квітня 2010 року президентського літака Леха Качинського та загибелі попереднього голови Славомира Скшипека). Після цього Белька пішов з посади директора Європейського департаменту МВФ. 10 червня 2010 року Сейм VI скликання погодився із його кандидатурою, а день пізніше, після складення присяги, 11 червня 2010 року Марек Белька став головою Національного банку Польщі.

## Відзнаки
- 1999 – Офіцерський Хрест Ордену Великого Князя Гедиміна
- 2010 – почесна відзнака Міністерства закордонних справ Польщі «Bene Merito»
- 2011 – почесний доктор Економічного університету у Вроцлаві
- 2013 – премія Леслава А. Паґі Фонду ім. Леслава А. Паґі за 2012 рік
- 2013 – Галерея Слави Польської Економіки